# John Marshall Stone

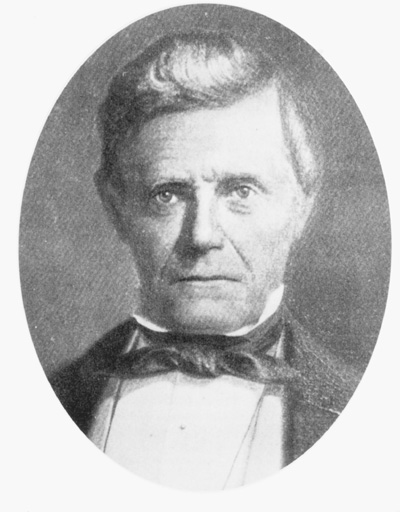
John Marshall Stone

John Marshall Stone (* 30. April 1830 in Milan, Gibson County, Tennessee; † 26. März 1900 in Holly Springs, Mississippi) war ein US-amerikanischer Politiker und von 1876 bis 1882 sowie zwischen 1890 und 1896 Gouverneur des Bundesstaates Mississippi.

## Frühe Jahre
John Stone entstammte einer armen Familie, die es sich finanziell nicht leisten konnte, ihn auf eine Schule zu schicken. Daher brachte sich John das nötige Wissen selbst bei. Immerhin erwarb er genug Bildung, um sich später für einige Zeit als Lehrer sein Geld verdienen zu können. Nach seinem Umzug nach Mississippi arbeitete er in dem Ort Iuka für die Memphis and Charleston Railroad. Während des Bürgerkriegs brachte er es in der Armee der Konföderierten Staaten bis zum Oberst. Anfang 1865 geriet er in Kriegsgefangenschaft.

## Politischer Aufstieg
Nach dem Krieg kehrte er nach Iuka in seine alte Position zurück. Stone wurde Mitglied der Demokratischen Partei und Bürgermeister von Iuko. Zwischen 1866 und 1868 war er Kämmerer im Tishomingo County. Von 1869 bis 1876 gehörte er dem Senat von Mississippi an. Dort brachte er es bis zum Präsidenten des Hauses. In dieser Eigenschaft musste er am 29. März 1876 nach dem Rücktritt von Gouverneur Adelbert Ames dessen Amt übernehmen, weil Vizegouverneur Alexander K. Davis bereits zuvor seines Amtes enthoben worden war.

## Gouverneur von Mississippi
Nachdem John Stone am 6. November 1877 in eine eigene Amtszeit gewählt worden war, blieb er bis zum 29. Januar 1882 auf diesem Posten. Er war der erste einer langen ununterbrochenen Reihe von Gouverneuren von Mississippi, die der Demokratischen Partei angehörten. Erst im Jahr 1992 wurde mit Kirk Fordice wieder ein Republikaner in dieses Amt gewählt. In seiner ersten Amtszeit musste sich Stone mit einer Gelbfieber-Epidemie auseinandersetzen. Die Eisenbahngesetze wurden überarbeitet und ein Gesundheitsausschuss gegründet. Außerdem entstand damals in Mississippi jeweils eine Landwirtschafts- und eine Handwerksschule.
Im Jahr 1881 bewarb er sich erfolglos um eine erneute Kandidatur. 1889 wurde er dann aber noch einmal in das höchste Amt seines Staates gewählt. Seine zweite Amtszeit begann am 13. Januar 1890 und endete am 20. Januar 1896. Diese fand unter der neuen im Jahr 1890 geänderten Staatsverfassung statt und sah weiterhin vierjährige Amtszeiten des Gouverneurs vor; dieser konnte aber nicht mehr direkt wiedergewählt werden. Außerdem waren einige neue Regierungs- und Verwaltungsbehörden entstanden. Um einen reibungslosen Übergang zur neuen Verfassung zu gewährleisten, wurden die Amtszeiten aller wählbaren Ämter einmalig um zwei Jahre verlängert. Aus diesem Grund konnte Stone sechs Jahre im Amt bleiben. Die neue Verfassung unterstützte auch die Rassentrennung und die „Poll-tax“-Gesetze, nach denen das Wahlrecht an bestimmte Eigentumsverhältnisse gebunden war, um vor allem Afroamerikaner, aber auch ärmere Weiße von den Wahlen ausschließen zu können. Mit insgesamt zwölf Jahren als Gouverneur von Mississippi hält Stone bis heute den Amtszeitrekord in diesem Staat.

## Weiterer Lebenslauf
Nach dem Ende seiner Gouverneurszeit wurde Stone Präsident des Landwirtschafts- und Handwerkscolleges. John Stone starb im März 1900. Mit seiner Frau Mary G. Coman hatte er fünf Kinder.